# Edme-Jacques Genet
Pour les articles homonymes, voir Genet.
Edme-Jacques Genet, né le 13 décembre 1726 à Paris et mort le 11 septembre 1781 à Versailles, est un interprète français.
Connaissant parfaitement la langue anglaise, il devint le secrétaire-interprète du comte de Provence, futur Louis XVIII puis le chef de bureau des traducteurs au ministère des Affaires étrangères.
Il était le père de l’éducatrice Mme Campan et d’Edmond-Charles Genêt, le premier ambassadeur français aux États-Unis durant la Révolution française.

## Publications
- Histoire des différents sièges de Berg-op-Zoom, 1747 ;
- Petit catéchisme politique des Anglais, 1757, in-12 ;
- État politique actuel de l’Angleterre, ouvrage périodique, 1757, in-12 ;
- Essais historiques sur l’Angleterre, 1761, 2 vol. in-12 ;
- Nouvelle Lettre au comte de Bute, concernant la rupture de l’Angleterre avec l’Espagne, 1762, in-8° ;
- Table ou Abrégé des 135 vol. de la Gazette de France, depuis son commencement, en 1631, jusqu’à la fin de l’année 1765, Paris, 1768, 5 vol. in-4°.

## Traductions
- Lettres choisies de Pope, trad. de l’anglais, 1754, 2 vol. in-12 ;
- La Vérité révélée, trad. de l’anglais, 1755, in-12 ;
- Le Peuple juge, traduit de l’anglais, 1755, in-12 ;
- Mémoire pour les ministres d’Angleterre contre l’amiral Byng, traduit de l’anglais, 1757, in-12 ;
- Le Peuple instruit ou les alliances dans lesquelles les ministres ont engagé la nation, traduit de l’anglais, 1756, in-12 ;
- Lettres au comte de Bute sur la retraite de M. Pitt, trad. de l’anglais, 1761, in-8° ;